# Nati nel 1278
| Questa pagina contiene informazioni ricavate automaticamente dalle voci biografiche con l'ausilio del template Bio e di un bot. L'aggiornamento è periodico e automatico e ricostruisce completamente la pagina. Se manca una persona in questa lista, sei pregato di non aggiungerla, ma accertati piuttosto che la sua voce biografica contenga il template Bio e che i dati anagrafici siano correttamente compilati. Se il template Bio manca, inseriscilo tu stesso o, in alternativa, metti l'avviso {{tmp\|Bio}} che ne segnala la mancanza. Se i dati riportati sono sbagliati, correggi direttamente la voce biografica; le modifiche saranno visibili in questa lista entro pochi giorni. Per chiarimenti vedi il progetto biografie. La lista contiene solo le 14 persone che sono citate nell'enciclopedia e per le quali è stato implementato correttamente il template Bio. Pagina aggiornata al 2 mag 2025. |

- 11 marzo - Maria Plantageneta, nobildonna e religiosa inglese († 1332)
- 10 novembre - Filippo I d'Angiò, principe († 1332)
- Bianca di Francia, principessa francese († 1305)
- Rinaldo dei Bonacolsi, nobile italiano († 1328)
- Christina Bruce, nobile scozzese († 1357)
- Costantino III d'Armenia, sovrano
- Ferdinando d'Aragona, nobile († 1316)
- Federico Maggi, vescovo cattolico italiano († 1333)
- Thomas Randolph, I conte di Moray, nobile († 1332)
- Rita d'Armenia, imperatrice bizantina († 1333)
- Filippo I di Savoia-Acaia, nobile († 1334)
- Christopher Seton, nobile e cavaliere medievale scozzese († 1306)
- Roberto d'Angiò, re († 1343)
- Jean de Hocsem, storico fiammingo († 1348)